# John Sherman
John Sherman (10. maj 1823 – 22. oktober 1900) var en amerikansk politiker, der var sit lands 32. finansminister og 35. udenrigsminister. Han var desuden medlem af både Repræsentanternes Hus og Senatet for sin hjemstat Ohio.
Sherman besad posten som finansminister under Rutherford B. Hayes' præsidentperiode, fra 10. marts 1877 til 3. marts 1881, og posten som udenrigsminister fra 6. marts 1897 til 27. april 1898 under præsident William McKinley. 
Udover ministerposterne var Sherman fra 1855 til 1861 medlem af Repræsentanternes Hus, og i to omgange, fra 1861 til 1877 og fra 1881 til 1897 medlem af Senatet for sin hjemstat Ohio.